# 南屏路 (合肥)
南屏路，安徽省合肥市的一条南北向城市次干道，得名自黟县碧阳镇的徽州古村落南屏。道路北起南二环路，南至阊水路。沿路有安徽建筑大学北校区、合肥市锦城小学等。合肥轨道交通4号线南屏路站即以此路得名。

## 轨道交通
- █ 4号线：南屏路站